# NGC 5290
NGC 5290 este o galaxie seyfert de tip 2⁠(d) situată în constelația Câinii de Vânătoare. A fost descoperită în 18 martie 1787 de către William Herschel. Se află la o distanță de 34,51 de megaparseci de Pământ.